# Clayton (Alabama)
Pour les articles homonymes, voir Clayton.
La ville de Clayton est le siège du comté de Barbour, dans l'État  de l'Alabama, aux États-Unis.
Au recensement de 2000, sa population était de 1 475 habitants.

## Géographie
Clayton est située à 31° 52′ 39″ N, 85° 26′ 56″ O.
Selon le Bureau du recensement des États-Unis, la ville a une superficie totale de 14,1 km2, entièrement composée de terres.

## Personnalités
- Ann Lowe

## Démographie
| 1850 | 1880 | 1890 | 1900 | 1910  | 1920 | 1930  | 1940  |
| ---- | ---- | ---- | ---- | ----- | ---- | ----- | ----- |
| 400  | 761  | 997  | 998  | 1 130 | 989  | 1 717 | 1 813 |

| 1950  | 1960  | 1970  | 1980  | 1990  | 2000  | 2010  | - |
| ----- | ----- | ----- | ----- | ----- | ----- | ----- | - |
| 1 583 | 1 313 | 1 626 | 1 589 | 1 564 | 1 475 | 3 008 | - |

## Source
- (en) Cet article est partiellement ou en totalité issu de l’article de Wikipédia en anglais intitulé « Clayton, Alabama » (voir la liste des auteurs).